# Здание Минской высшей партийной школы
Здание Минской высшей партийной школы — историческое здание середины XX века в Минске, памятник архитектуры и истории (номер 713Г000130). Ныне в здании располагаются филологический и экономический факультеты БГУ. Расположено по адресу: улица Карла Маркса, дом 31.

## История
Здание построено в 1937 году для размещения Высшей коммунистической сельскохозяйственной школы имени В. И. Ленина и Коммунистического института журналистики имени С. М. Кирова. Архитектором был А. П. Воинов. Во время Великой Отечественной войны здание было разрушено, в 1947 году восстановлено по проекту автора. В 1949 году с южной стороны со двора выполнена пристройка актового зала. После войны в здании работала Республиканская партийная школа при ЦК КПБ, с 1956 года реорганизованная в Минскую высшую партийную школу. В 1978 году по проекту архитектора А. Константиновича пристроен новый корпус со двора, соединённый переходом со старым.

## Архитектура
В кирпичном здании пять этажей, оно несколько отступает от красной линии улицы. На главном фасаде выступают два небольших ризалита по краям. Вход в здание по центру и оформлен группой из четырёх порталов. Этажи со второго по четвёртый центральной части здания объединены полуколоннами без баз и капителей. Стены первого этажа рустованы. В целом оформление фасадов строгое.